# Silbermond
Silbermond (Srebrny księżyc) – niemiecka grupa rockowa z Budziszyna w Saksonii, założona w 2000 roku. Do 2002 roku występowali jako JAST (nazwa ta wywodzi się z pierwszych liter imion członków – Johannes, Andreas, Stefanie, Thomas), śpiewając anglojęzyczne piosenki, obecnie śpiewają w języku niemieckim. Wśród fanów znani są także jako SiMo lub Monde. Trzykrotnie zdobyli nagrodę VIVA Comet – raz w 2005 roku ("Best Live Act"), dwa razy w 2007 roku (Best Live Act, Best Download Song). W tym roku również zdobyli dwie nagrody ECHO (Song of the year "Das Beste", Best Live Act).

## Skład
- Stefanie Kloß (wokal, ur. 31 października 1984 w Budziszynie)
- Johannes Stolle (gitara basowa, ur. 23 czerwca 1982 w Budziszynie)
- Thomas Stolle (gitara, ur. 23 września 1983 w Budziszynie)
- Andreas Nowak (perkusja, ur. 31 grudnia 1982 w Budziszynie)

## Dyskografia

### Albumy

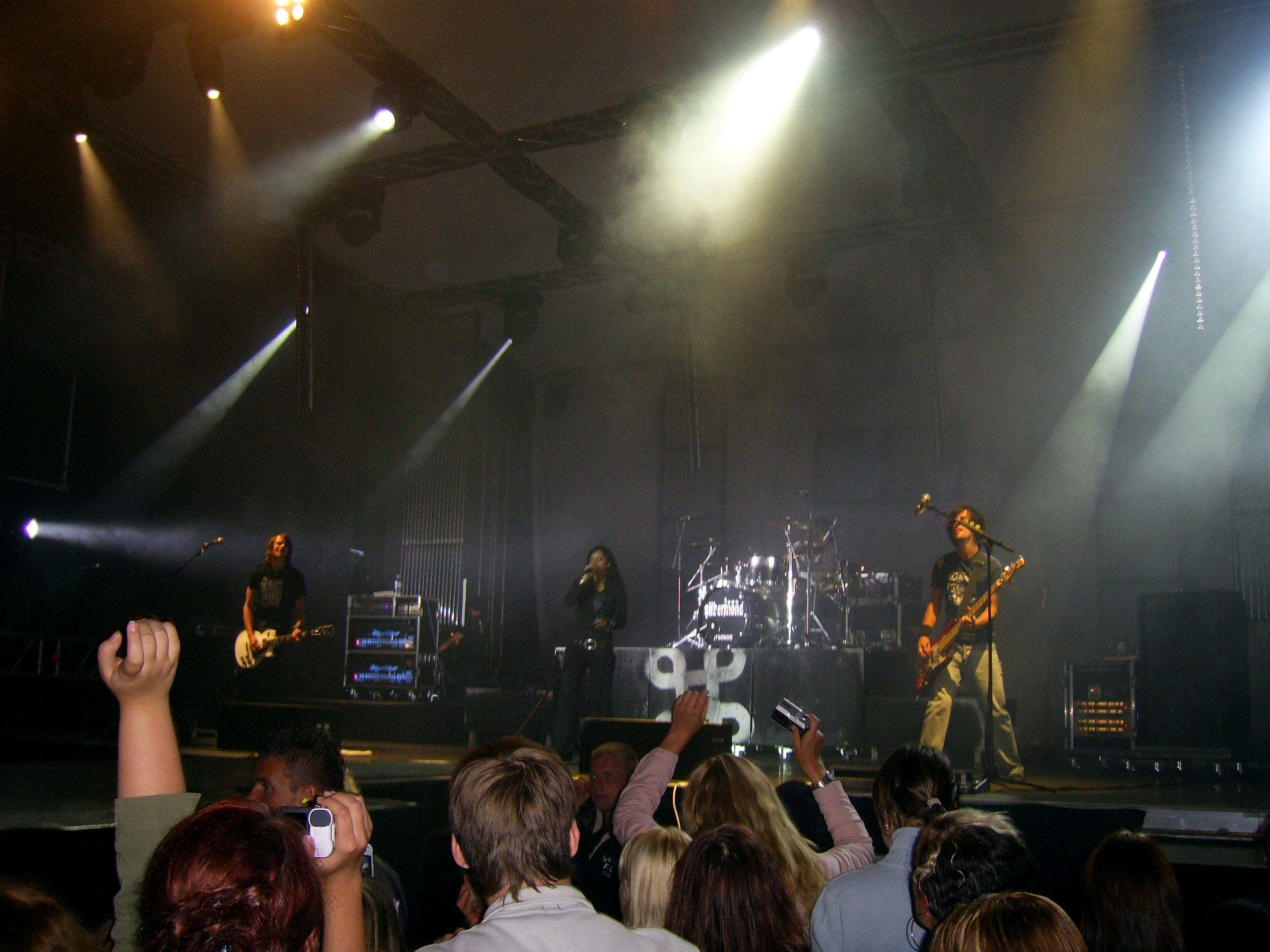
Silbermond w trakcie koncertu (za Stefanie Kloß widoczne jest oficjalne logo zespołu)

| Rok  | Tytuł                  | Pozycja | Pozycja | Pozycja | Status/Sprzedaż              |
| Rok  | Tytuł                  | D       | A       | CH      | Status/Sprzedaż              |
| ---- | ---------------------- | ------- | ------- | ------- | ---------------------------- |
| 2004 | Verschwende deine Zeit | 3       | 4       | 18      | Niemcy: 3x Platyna / 600.000 |
| 2006 | Laut Gedacht           | 1       | 1       | 3       | Niemcy: 4x Platyna / 800.000 |
| 2009 | Nichts passiert        | 1       | 1       | 1       | Niemcy: 3x Platyna / 750.000 |
| 2012 | Himmel auf             | 2       | 2       | 3       | Niemcy: 3x Złoto / 325.000   |
| 2015 | Leichtes Gepäck        | 4       | 7       | 3       | Niemcy: Platyna / 210.000    |
| 2019 | Schritte               | 1       | 5       | 4       |                              |

### Single
| Rok  | Tytuł                               | Pozycja | Pozycja | Pozycja | Album                  |
| Rok  | Tytuł                               | D       | A       | CH      | Album                  |
| ---- | ----------------------------------- | ------- | ------- | ------- | ---------------------- |
| 2004 | "Mach's dir selbst"                 | 56      | --      | --      | Verschwende deine Zeit |
| 2004 | "Durch die Nacht"                   | 20      | 53      | --      | Verschwende deine Zeit |
| 2004 | "Symphonie"                         | 5       | 4       | 56      | Verschwende deine Zeit |
| 2005 | "Zeit für Optimisten"               | 18      | 30      | 42      | Verschwende deine Zeit |
| 2006 | "Unendlich"                         | 10      | 14      | 23      | Laut Gedacht           |
| 2006 | "Meer sein"                         | 32      | 36      | 69      | Laut Gedacht           |
| 2006 | "Das Beste"                         | 1       | 1       | 3       | Laut Gedacht           |
| 2007 | "Das Ende vom Kreis"                | 27      | --      | --      | Laut Gedacht           |
| 2009 | "Irgendwas bleibt"                  | 1       | 2       | 1       | Nichts passiert        |
| 2009 | "Ich bereue nichts"                 | 20      | 30      | 79      | Nichts passiert        |
| 2009 | "Krieger des Lichts"                | 8       | 15      | 62      | Nichts passiert        |
| 2012 | "Himmel auf"                        | 5       | 6       | 21      | Himmel auf             |
| 2012 | "FdsmH (Für dich schlägt mein Herz" | 53      | 69      | --      | Himmel auf             |
| 2012 | "Ja"                                | 13      | 31      | 26      | Himmel auf             |
| 2015 | "Leichtes Gepäck"                   | 13      | 19      | 30      | Leichtes Gepäck        |
| 2016 | "Das Leichteste der Welt"           | 69      | --      | --      | Leichtes Gepäck        |